# Lamborghini Asterion
El Lamborghini Asterion LPI 910-4 (LPI es la abreviatura de Longitudinale Posteriore Ibrido) es un concept car fabricado por el fabricante italiano de automóviles Lamborghini, que se presentó en el Salón del Automóvil de París 2014. El coche lleva el nombre de un Minotauro llamado Asterion y fue el primer modelo híbrido de Lamborghini. El medio hombre-medio toro Minotauro fue elegido teniendo en cuenta la tradición de Lamborghini de nombrar a sus autos como toros al aludir a su uso de diferentes modos de poder.

## Especificaciones y rendimiento
El Asterion tiene un motor V10 de montaje medio compartido con el Huracán que genera una potencia máxima de 610 PS (449 kW; 602 hp) y dos motores eléctricos en el eje delantero, además de una batería de Ion de litio que genera una potencia combinada de 300 PS (221 kW; 296 CV). Las baterías se colocan en el eje central, lo que mejora la seguridad y el centro de gravedad del automóvil. El coche cuenta con un sistema de vector de par, un sistema típico de los autos deportivos híbridos.
El Asterion tiene una velocidad máxima de 298 km/h (185 mph) que se reduce a 125 km/h (78 mph) cuando se ejecuta únicamente con energía eléctrica. El automóvil puede acelerar a 100 km/h (62 mph) en tres segundos. El automóvil está clasificado como un gran turismo y tiene un alcance de batería de 50 km (31 millas). La tecnología híbrida agrega 280 kg (617 lb) al peso total del automóvil.
El auto tiene un diseño anguloso y tiene un monocasco de fibra de carbono tomado de Aventador junto con paneles de plástico compuesto de fibra de carbono. El interior tiene un diseño minimalista, tapicería de cuero color marfil y un borde de fibra de carbono, aluminio y titanio con los asientos colocados más altos y el parabrisas más vertical que los modelos tradicionales de Lamborghini para brindar mayor comodidad, lo que significa la gran naturaleza de turismo del automóvil.
El Asterion también tiene más espacio de almacenamiento que los modelos típicos de Lamborghini. Contiene tres modos de conducción, a saber, "Cero" (modo totalmente eléctrico), "Ibrido" (que ejecuta el automóvil con la potencia combinada del motor y los motores eléctricos) y "Termico" (que ejecuta el automóvil únicamente con el motor). Los modos se pueden seleccionar mediante los botones en el volante.

## Cancelación
El automóvil, que es el primer modelo híbrido de Lamborghini, se presentó como un "demostrador de tecnología". Stephan Winkelmann, entonces presidente y director general de Lamborghini, declaró en una entrevista con Autocar que Asterion no entraría en producción y que se estaba archivando a favor del Urus SUV. Según él, se hizo sobre la base de la reacción del cliente, que favoreció la tecnología híbrida solo si contaba con un rendimiento adicional. El auto fue planeado para competir con autos híbridos similares, incluyendo el McLaren P1 y el Porsche 918 Spyder.

## Otros medios
El auto hizo su debut en videojuegos en el videojuego de carreras Real Racing 3 en una actualización de 2015.
El auto también apareció en el videojuego de carreras Asphalt 9: Legends en 2018.

## Galería

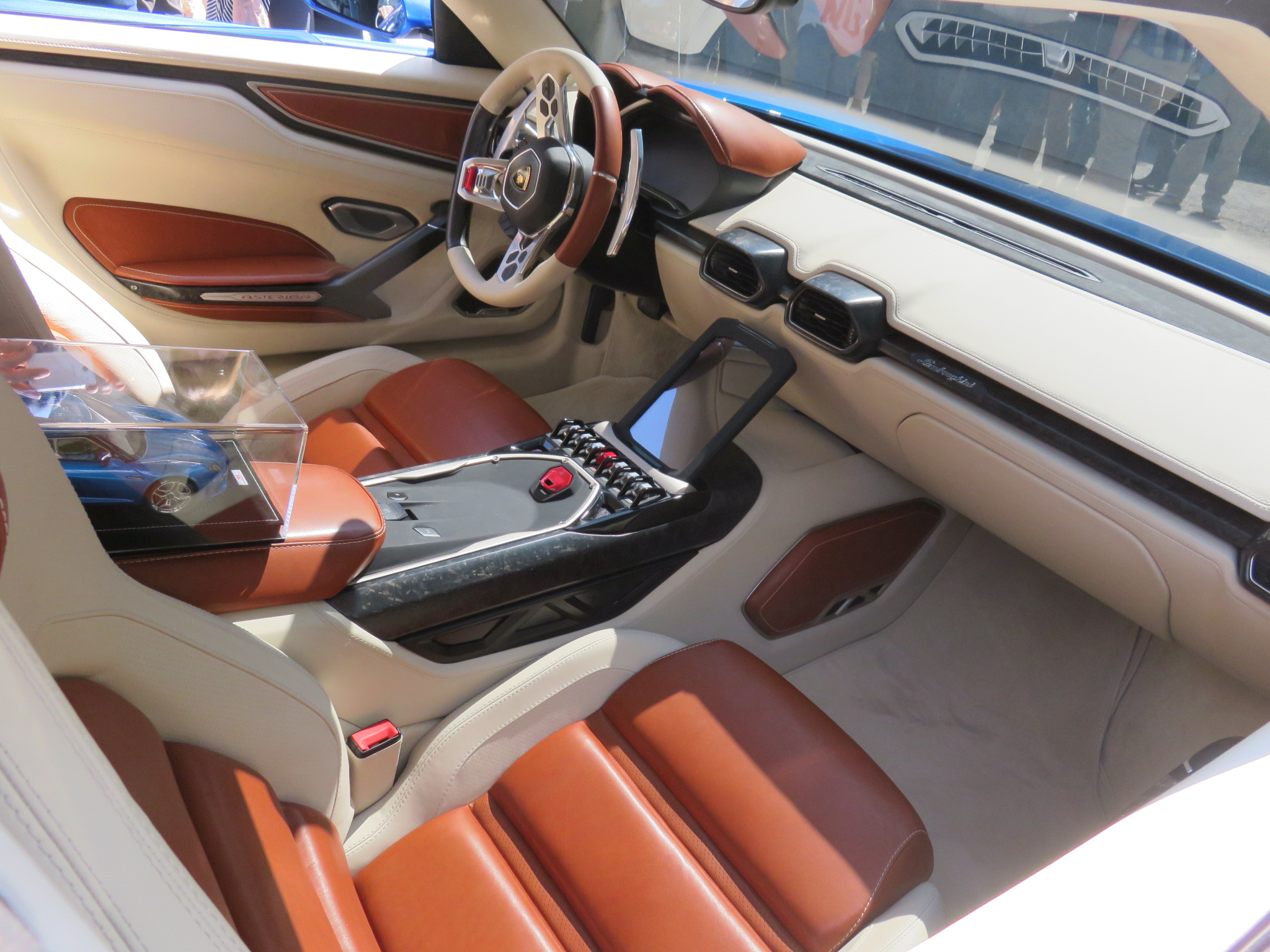
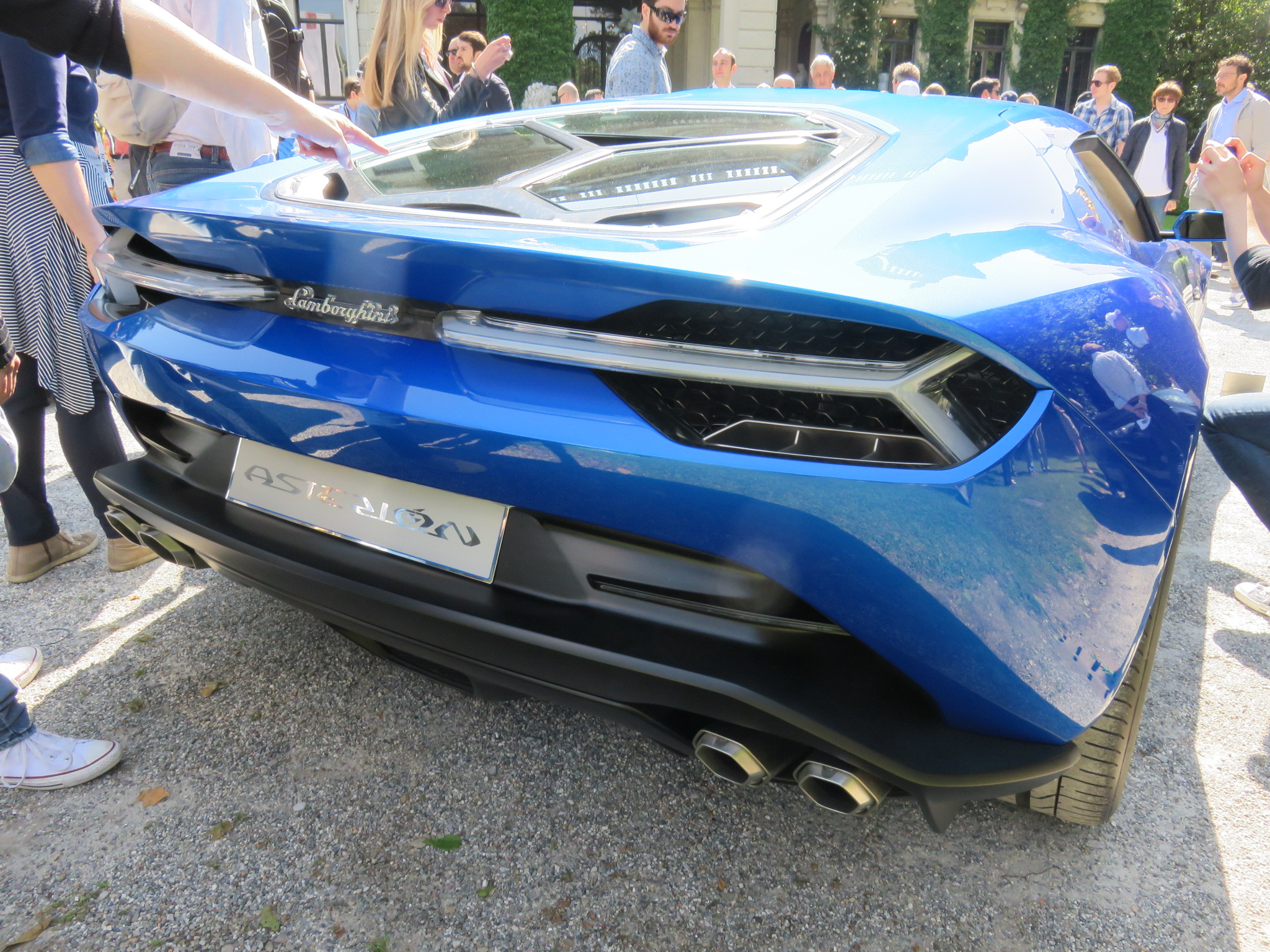
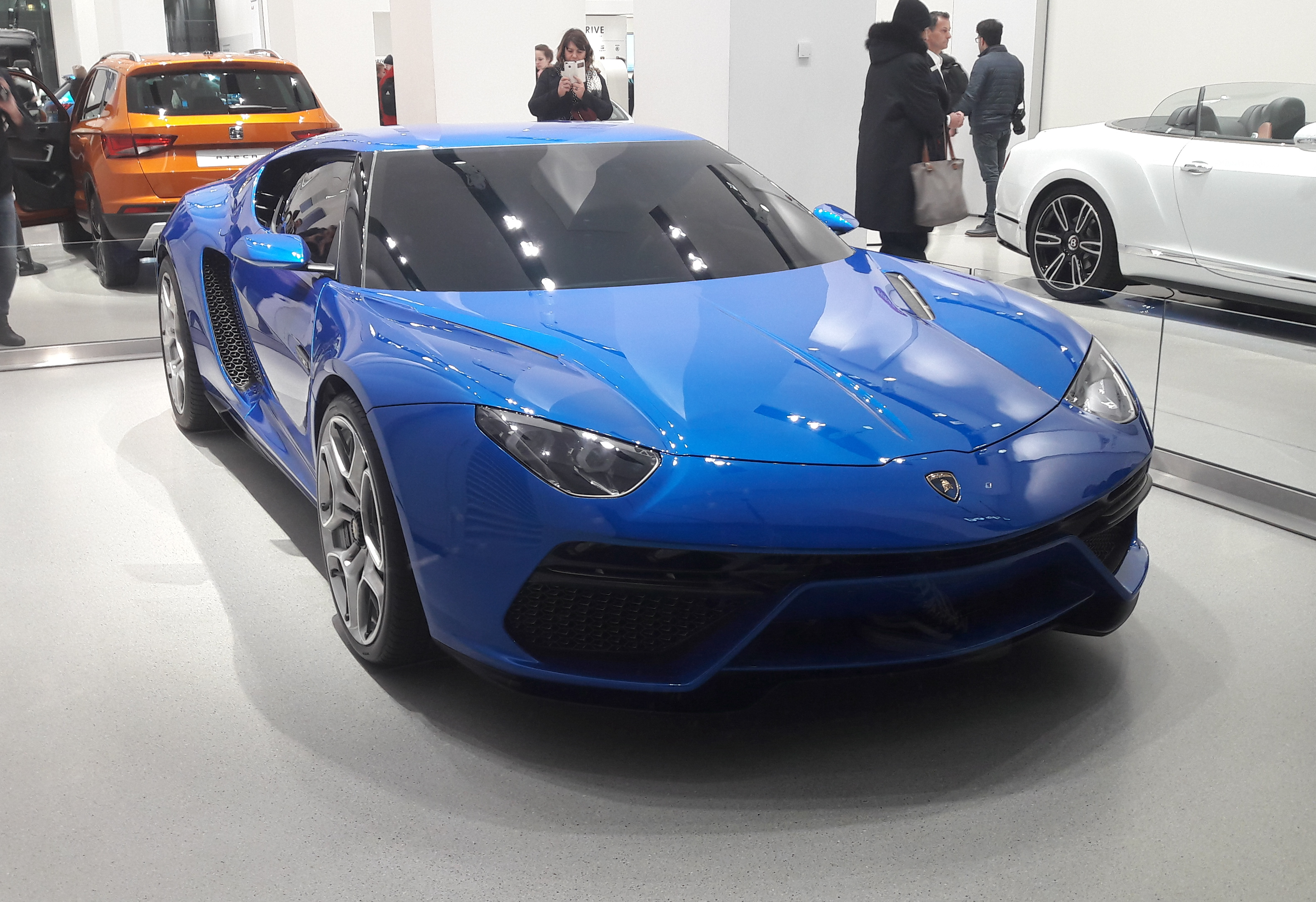
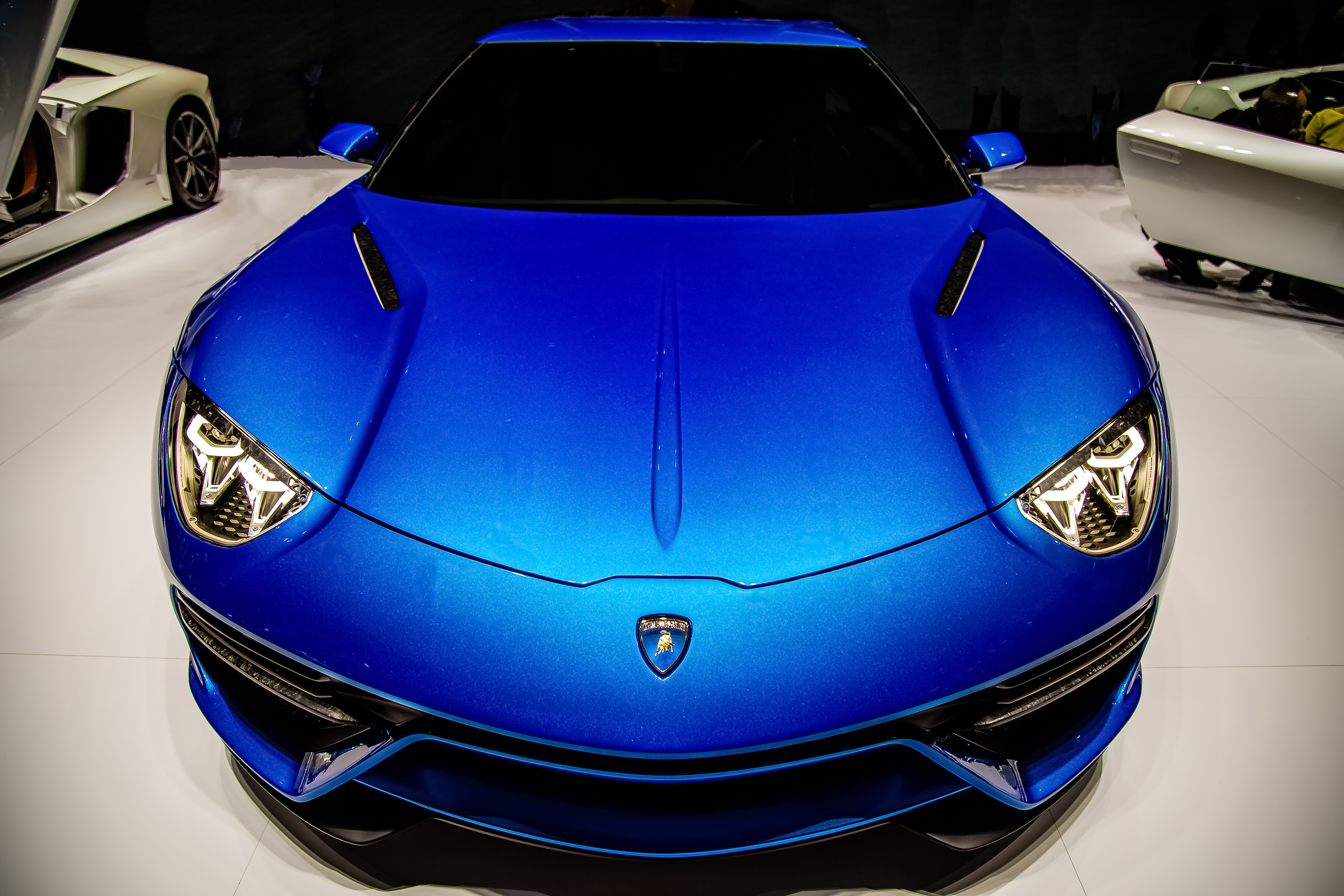
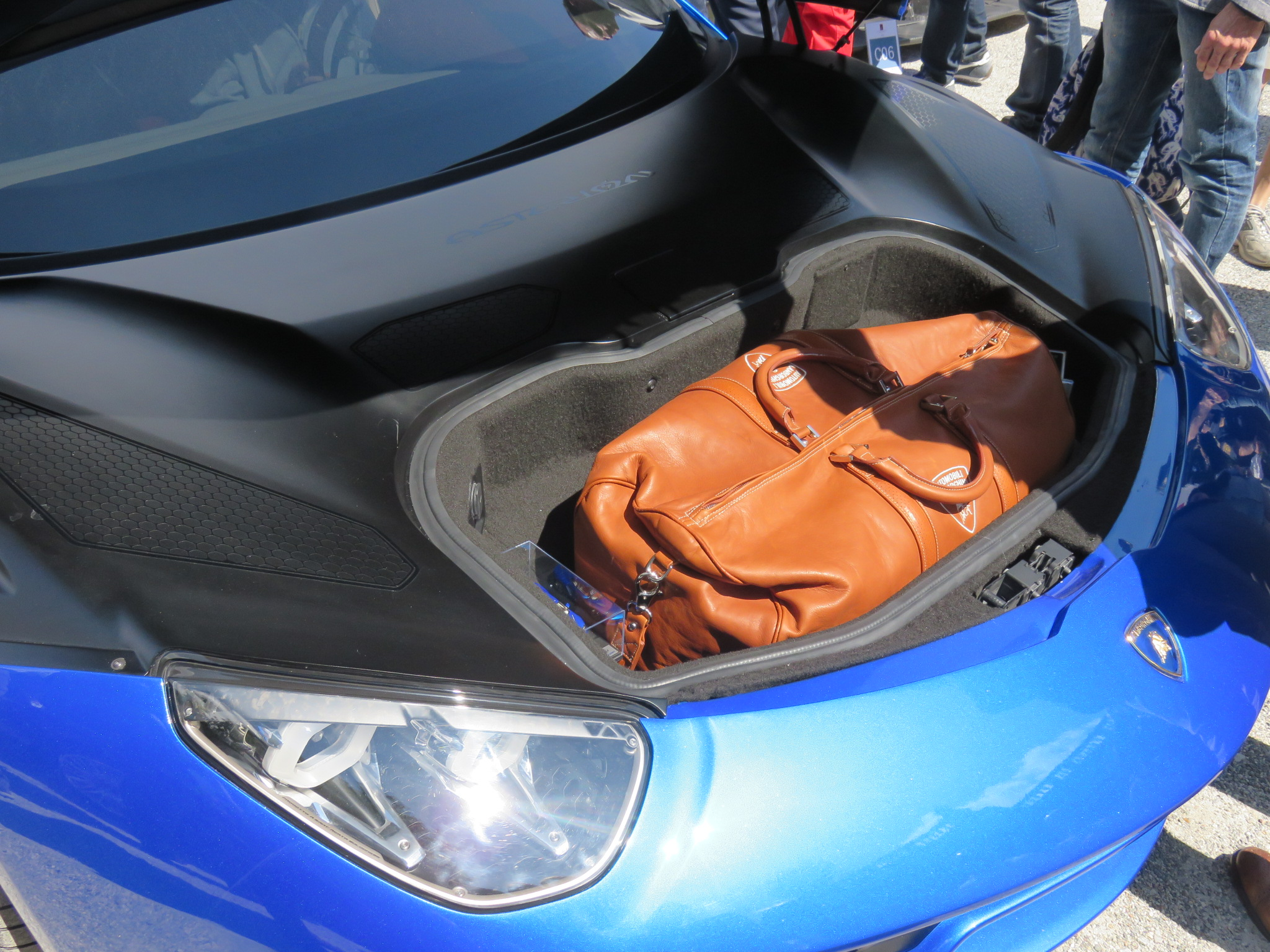